# Assedio di Breda (1624)

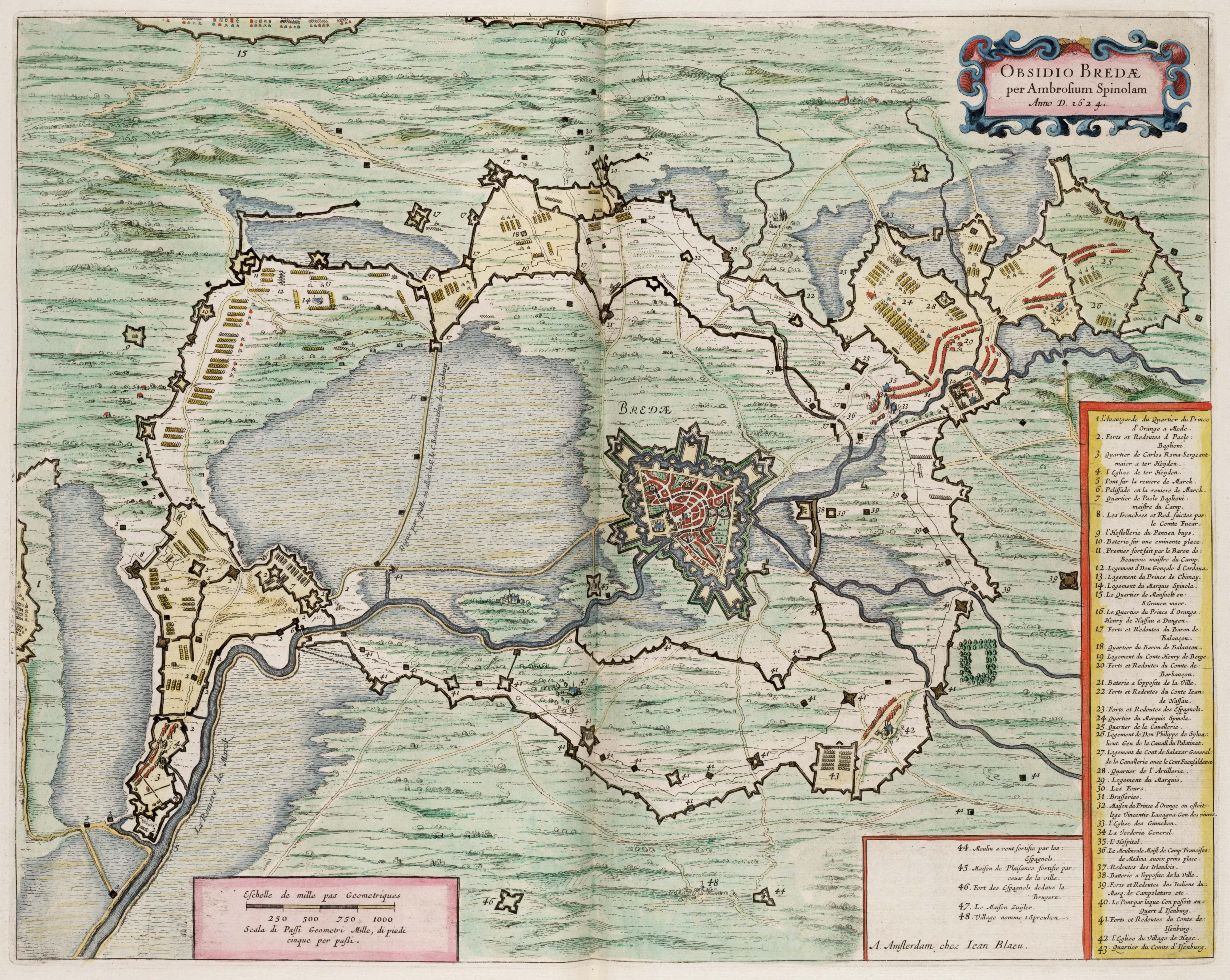
Mappa dell'assedio di Breda, guidato da Spinola. J.Blaeu.

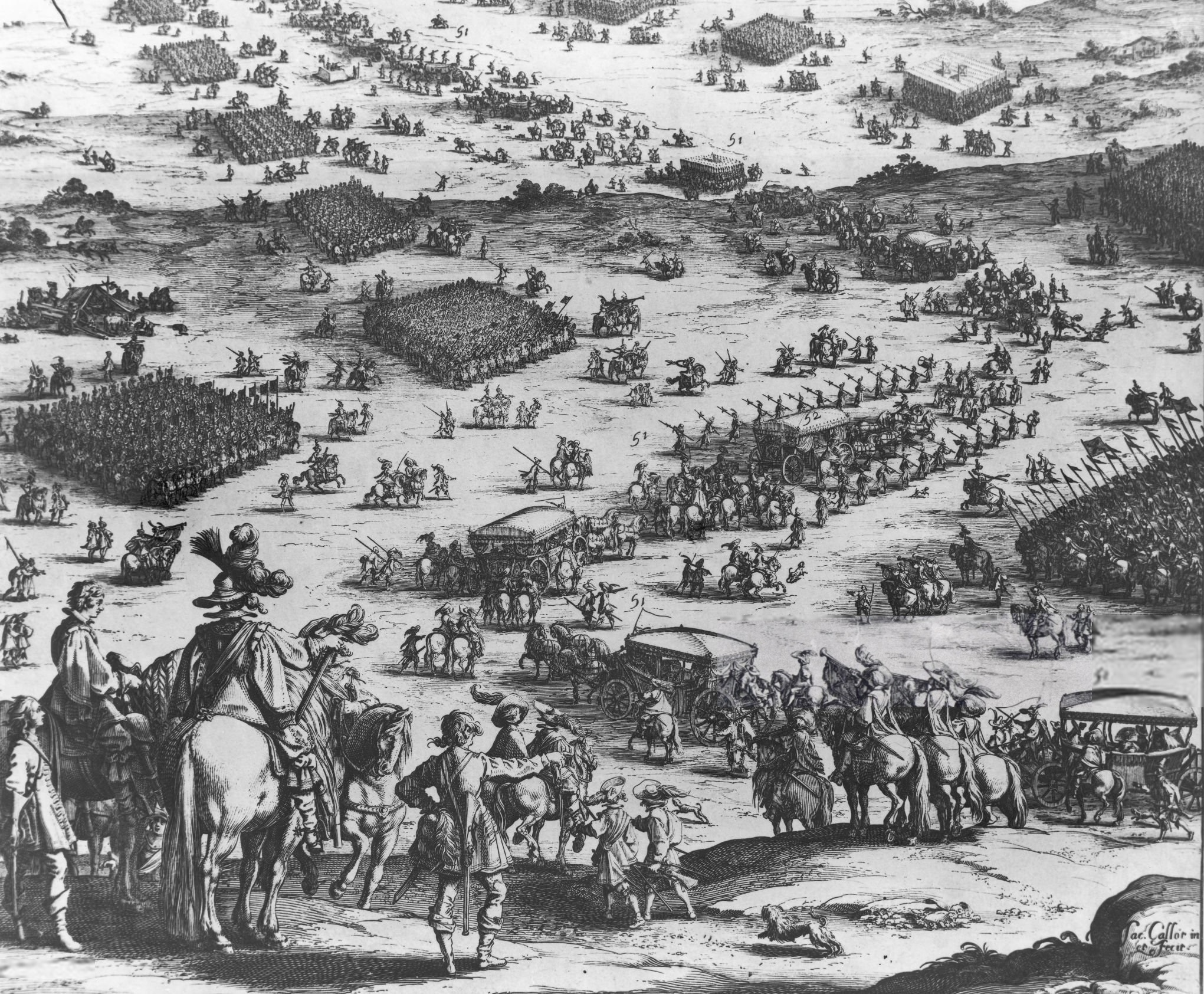
L'assedio di Breda, di Jacques Callot.

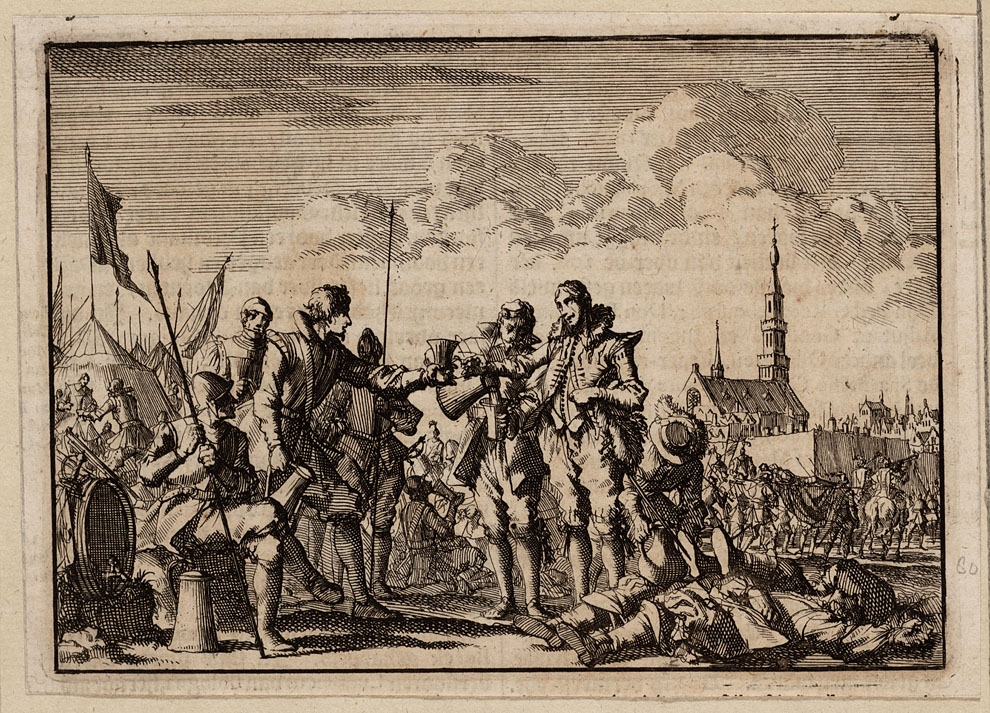
Incontro tra assediati e assedianti durante un armistizio.

L'assedio di Breda del 1624 fu il primo di due importanti assedi che la città fortificata di Breda subì nel corso della guerra degli ottant'anni, a seguito della ripresa del conflitto dopo la tregua dei dodici anni.
La piazzaforte, presa dalla Repubblica delle Sette Province Unite con un colpo di mano nel 1590, fu conquistata dopo oltre 9 mesi di assedio dall'esercito spagnolo, guidato da Ambrogio Spinola. Fu poi riconquistata da Federico Enrico d'Orange nel secondo assedio della città.

## L'assedio
Sotto gli ordini di Spinola gli spagnoli cinsero d'assedio Breda nell'agosto del 1624, contrariamente ai desideri del loro re, preoccupato per l'impegno della concomitante guerra dei Trent'anni. La città era infatti pesantemente fortificata e difesa da una guarnigione di 7 000 soldati. Spinola rapidamente attaccò le loro difese e respinse un esercito olandese sotto il comando di Maurizio di Nassau che tentava di tagliare le sue linee di rifornimento. I difensori comunque tennero. Nel febbraio 1625 una forza di 7 000 inglesi comandata da Horace Vere e Ernst von Mansfeld, non riuscì a liberare la città dalla morsa degli assedianti.
Giustino di Nassau diede l'ordine di resa il 5 giugno 1625, dopo un sanguinoso assedio di più di nove mesi.

## Conseguenze e seguito
L'assedio di Breda fu la più grande vittoria di Spinola e una delle ultime vittorie spagnole nella guerra degli ottant'anni. Fece parte di un tentativo di isolare la Repubblica dal suo hinterland sia per terra che per mare, ad esempio tramite l'utilizzo dei corsari di Dunkirk.
Tuttavia dopo la cattura da parte di Piet HeIn di un'intera spedizione della  Flota de Indias nella battaglia della baia di Matanzas, Federico Enrico d'Orange fu in grado di prendere la città fortificata di 's-Hertogenbosch nel 1629, rompendo così il blocco del paese.
Gli sforzi della Spagna nei Paesi Bassi continuarono anche se in seguito la lotta politica ostacolò la libertà di azione di Spinola. Comunque l'assedio del 1625 catturò l'attenzione dei principi d'Europa e, per un certo tempo, l'esercito spagnolo riottenne la formidabile reputazione che aveva avuto sotto Carlo V.
Questo primo assedio è noto anche per essere il soggetto di una tela di Diego Velázquez del 1635, La resa di Breda, noto anche come Las lanzas (illustrata in alto).

## Arte e letteratura
L'assedio di Breda del 1625 è stato fonte d'ispirazione per varie opere letterarie e pittoriche:
- El sitio de Breda, una commedia di Calderón de la Barca. A sua volta l'opera di Calderón de la Barca ha ispirato Stefan Zweig e Joseph Gregor per il libretto dell'opera lirica di Richard Strauss Il giorno della pace;
- La resa di Breda o Le lance, un quadro de Diego Velázquez, l'opera più famosa dedicata a questo assedio;
- Pieter Snayers, pittore fiammingo ha rappresentato l'assedio in tre quadri:  Toma de Breda,  Isabel Clara Eugenia en el sitio de Breda,  Vista caballera del sitio de Breda, conservati nel Museo del Prado a Madrid;
- El sitio de Breda (archiviato dall'url originale il 6 gennaio 2004), collezione di sei incisioni di Jacques Callot;
- Simon A. Vosters ha pubblicato nel 1973  La rendición de Bredá en la literatura y el arte de España, un elenco degli eventi artistici legati all'assedio di Breda;
- l'assedio del 1624-1625 è il soggetto di un romanzo del 1998 El sol de Breda  (in it.: Il sole di Breda, Salani, 2002) dello spagnolo Arturo Pérez-Reverte, parte della serie Capitano Alatriste.